# كلاينزيل
كلاينزيل (بالألمانية: Kleinzell) هي مدينة في مقاطعة ليلينفيلد في ولاية النمسا السفلى.